# Santíssima Trinitat (Botticelli)
|  | Per a altres significats, vegeu «Santíssima Trinitat (desambiguació)». |

La Santíssima Trinitat, coneguda també com a Pala delle Convertite, és una obra del pintor renaixentista italià Sandro Botticelli. Està executada al tremp sobre fusta. Mesura 87 centímetres d'alt i 60 cm d'amplada. Pertany al període 1465-1467 (altres fonts del 1491-1493). Actualment és a les Courtauld Institute Galleries de Londres.
El quadre representa a la Santíssima Trinitat amb Maria Magdalena, Sant Joan Baptista i Tobies i l'Àngel.
La Santíssima Trinitat apareix com una visió entre els sants penitents, Magdalena i Joan, en un paisatge desert i desolat. El Baptista convida l'espectador a resar a la Trinitat, i Maria Magdalena torna la cara, plena d'emoció. La Magdalena penitent, una obra tardana de Donatello, va influir decisivament en aquesta Magdalena de Botticelli.
La pecadora penitent era la santa patrona del monestir de monges de les Magdalenes, i aquesta pala o retaule es va encarregar per a la seva església. Les figures de Tobies i l'àngel són molt petites en comparació amb la resta. Podien ser una referència als donants del retaule, el gremi de metges i farmacèutics: l'arcàngel Rafael era el seu sant patró.